# Kerry Kross
Kerry Kross è un personaggio dei fumetti creato da Max Bunker (testi) e Dario Perucca (disegni), protagonista di due omonime serie a fumetti edite dal 1994 al 1999.

## Personaggio e trama
Ex-agente dell'FBI, la protagonista è una investigatrice privata, abilissima nella lotta e nell'uso delle armi da fuoco di cui si serve senza esitazione in caso di necessità. Kerry Kross, lunghi capelli biondi, alta, atletica e bellissima, si trova perfettamente a suo agio sia nella lucida ed attillata tuta da motociclista, che indossa quando si sposta per le strade di Los Angeles sulla sua potente Harley-Davidson, sia quando, in tailleur o eleganti abiti da sera, esercita tutto il fascino della sua femminilità, spesso ma non solo in funzione del suo mestiere.
Ma Kerry è apertamente lesbica e il suo grande amore è Melania Reynolds, sua compagna ai tempi dell'università di legge (facoltà che Kerry aveva scelto per seguire le orme di suo padre, morto tragicamente come sua madre e suo fratello), e con la quale aveva avuto una breve ma intensa relazione prima che questa decidesse di lasciarla per sposarsi, e da questo matrimonio nascesse una figlia, la piccola Janine. Pur sfogando la sua frustrazione con amanti occasionali, Kerry non si è mai rassegnata, e ha continuato negli anni a frequentare l'amica. Le due donne si sono con il tempo riavvicinate, dopo che Melania è rimasta vedova ed ha avuto bisogno dell'aiuto di Kerry per proteggere lei e sua figlia dalla suocera che appresi i suoi trascorsi sessuali stava cercando di portarle via la bambina.
Ma presto lo spirito opportunistico di Melania ha ripreso il sopravvento, quando ha intravisto la possibilità di un nuovo matrimonio che potesse assicurarle un futuro ricco ed agiato. Kerry però, nonostante i tentativi di Melania di tenerla a distanza, non riuscendo ad accettare di perdere nuovamente il suo primo amore, e arrivata a sviluppare una vera e propria ossessione per lei, giunge perfino a rapirla nel vano tentativo di impedirle di risposarsi. Resasi finalmente conto che la loro storia è finita, Kerry ha rinunciato a Melania, accontentandosi di vederla occasionalmente come una delle sue partner di una notte.
L'amore non corrisposto non è tuttavia l'unico problema di Kerry: la donna ha nella testa una scheggia metallica, residuo di un attentato organizzato proprio dal capo della divisione dell'FBI per cui lavorava, Mister Harlington, che ha cercato di vendicarsi di lei per avergli insidiato la moglie. Scampata miracolosamente all'esplosione che ha causato la morte di un suo collega, la donna si porta quindi dietro questa spada di Damocle (la scheggia non è estraibile chirurgicamente e potrebbe ucciderla in ogni momento) che prima l'ha costretta a rinunciare alla sua carriera, spingendola ad aprire un'agenzia investigativa ed a vivere costantemente al limite, sfidando la morte ogni giorno, "alla ricerca" come la rimprovera sempre Nancy, la giovane segretaria, sua unica collaboratrice, "della pallottola che la ucciderà".
Nonostante non faccia più parte dell'FBI, per risolvere le situazioni difficili in cui spesso la cacciano i suoi metodi spicci, Kerry ricorre a volte all'autorità dell'agente Richard Martin, suo ex-collega, con cui ha mantenuto rapporti cordiali e che si trova a collaborare con lei di frequente, naturalmente all'insaputa di Mister Harlington.

## Storia editoriale
La prima serie venne edita dalla Max Bunker Press dal 1994 al 1995 per 11 numeri, scritti da Max Bunker e disegnati da Dario Perrucca; venne seguita da una seconda serie nel 1998 che presenta per i primi quattro numeri episodi inediti, cronologicamente precedenti agli 11 episodi pubblicati nella prima serie che vengono ristampati dal n. 5 (alcuni di questi vennero ridisegnati ex-novo da Perucca); dal n. 16 e fino alla chiusura della serie con il n. 21 vennero pubblicati solo episodi inediti. Nel 2000 il personaggio viene riproposto come comprimario in una nuova serie, sempre scritta da Max Bunker e disegnata da Dario Perucca, Kerry Kross presenta Beverly Kerr.
Dopo un nuovo episodio singolo inedito, il ventiduesimo, uscito nel 2002, il personaggio ha ricominciato ad apparire dal 2005 in propri albi pubblicati più o meno annualmente nella collana Max Graphic Novel, alternandosi con quelli di Beverly Kerr e di altri personaggi vecchi e nuovi targati Max Bunker.
Il personaggio ha partecipato con un breve cameo anche all'esordio del nuovo personaggio di Secchi, Pepper Russel, una donna di colore dagli atteggiamenti vivaci e anticonformisti, procuratore federale a Los Angeles, il cui episodio d'esordio, "Skip", è apparso nelle edicole nell'agosto 2008. Alla storia, partecipano in ruoli più rilevanti anche l'agente Richard Martin e Mister Harlington.
Kerry Kross risponderebbe perfettamente alle caratteristiche della classica eroina moderna, che sia a fumetti, cinematografica o televisiva, se non si ascrivesse invece a quella linea di personaggi d'impatto sociale a cui Secchi ci aveva abituato in passato proprio con la creazione dei suoi cosiddetti "fumetti neri", Kriminal (1964), estrema derivazione per l'epoca del supercriminale, abilissimo e spietato, modello Diabolik, nato solo due anni prima ad opera delle sorelle Giussani, e Satanik (1964), primo esempio di donna protagonista di una serie con tematiche horror ed erotiche, entrambi disegnati da Magnus.
Proprio come in quegli anni questi due personaggi avevano procurato non pochi problemi al suo autore, in forma di denunce e campagne moralizzatrici, così la nascita di Kerry Kross, trent'anni dopo, viene accolta con freddezza, se non con ostilità dal grande pubblico e dalla critica, a causa principalmente della sua dichiarata e perfino ostentata omosessualità. Al contrario della quasi contemporanea Legs Weaver, pubblicata dalla casa editrice di Sergio Bonelli, che pur essendo chiaramente lesbica negli atteggiamenti e nelle frequentazioni, mantiene comunque sottotraccia la sua natura per non urtare la suscettibilità del pubblico più tradizionalista, Kerry non fa mistero delle sue preferenze fin dal primo numero, ricevendo nel suo appartamento la sua amante di quel periodo, una bella poliziotta nera.

## Beverly Kerr
Carina, di buona famiglia, psicologa di successo, fidanzata del sostituto procuratore distrettuale di New York, Beverly Kerr (anche il richiamo nel cognome non pare casuale) è esattamente l'opposto di Kerry. Bruna, con i capelli cortissimi, ed esile nella figura, ha ben poco di atletico. Anche grazie al suo fidanzato, Beverly si trova sempre coinvolta in vicende poliziesche in cui Kerry, nonostante la distanza che le divide, interviene spesso a salvarla. Tra le due donne si stabilisce subito un'immediata simpatia. Alla prima miniserie di Beverly Kerr datata 2000/2001 ne segue un'altra un paio di anni dopo, per poi continuare con albi singoli a periodicità variabile nella collana Max Graphic Novel, sempre con la costante partecipazione di Kerry, a cui ricambia occasionalmente le visite nei suoi albi, finché nell'avventura di quest'ultima apparsa nel giugno 2008, Kerry Kross: All'ultimo respiro, le due si concedono una vacanza romantica insieme a Las Vegas, che potrebbe portare in futuro a nuovi sviluppi.

## Elenco cronologico degli albi e degli incroci narrativi con Beverly Kerr

### Kerry Kross (nuova edizione)
- 01. (04/98) Le origini: U.C.L.A.
- 02. (05/98) La scelta
- 03. (06/98) Killer calibro 22
- 04. (07/98) Peggio che morta
- 05. (08/98) Anatomia di un rapimento (prima edizione 07/94 con il titolo: "Angoscia fatale" in Kerry Kross 1)
- 06. (09/98) Gioco sporco (prima edizione 08/94 con il titolo: "Acqua alla gola" in Kerry Kross 2)
- 07. (10/98) Come una roulette russa (prima edizione 09/94 con il titolo: "Ricatto mortale" in Kerry Kross 3)
- 08. (11/98) Indagine ad alto rischio (prima edizione 10/94 con il titolo: "Dramma a San Francisco" in Kerry Kross 4)
- 09. (12/98) Sino all'ultima mossa (prima edizione 11/94 con il titolo: "Per l'ultima volta, Kerry!" in Kerry Kross 5)
- 10. (01/99) Delitto in celluloide (prima edizione 12/94 con il titolo: "Morire a Hollywood" in Kerry Kross 6)
- 11. (02/99) Venti dal passato (prima edizione 01/95 con il titolo: "Kapò, stalag 36" in Kerry Kross 7)
- 12. (03/99) Un piano diabolico (prima edizione 02/95 con il titolo: "Janine è scomparsa" in Kerry Kross 8)
- 13. (04/99) Dietro la maschera (prima edizione 03/95 con il titolo: "Trappola per Chang" in Kerry Kross 9)
- 14. (05/99) Omicidio ad alta quota (prima edizione 04/95 con il titolo: "Sangue che cola dal cielo" in Kerry Kross 10)
- 15. (06/99) Ombre d'oriente (prima edizione 05/95 con il titolo: "L'ombra del Vietnam" in Kerry Kross 11)
- 16. (07/99) Cappio al collo
- 17. (08/99) Week-end allucinante
- 18. (09/99) Notte di violenza
- 19. (10/99) La valle della morte
- 20. (11/99) L'ereditiera
- 21. (12/99) Tragedia sulla neve
- 22. (03/02) Parigi in bianco con macchie rosse

### Beverly Kerr (Kerry Kross presenta)
- 01. (07/00) Il candidato Hopkins (con Kerry Kross)
- 02. (04/01) Psicodramma (con Kerry Kross)
- 03. (07/02) Donne in carriera (con Kerry Kross)
- 04. (08/02) Il suo nome era Satanik[4]

### Kerry Kross (numero unico)
- 22. (08/02) Parigi in bianco con macchie rosse

### Beverly Kerr (Spin-Off, serie Legal Thriller)
- 01. (07/03) Il delitto dell'11 settembre (con Kerry Kross)
- 02. (08/03) Festa di compleanno (con Kerry Kross)
- 03. (09/03) Vacanza col terrore (con Kerry Kross)
- 04. (10/03) Testimone dell'accusa (con Kerry Kross)
- 05. (11/03) La trappola (con Kerry Kross)

### Kerry Kross/Beverly Kerr (Max Graphic Novel)[5]
- 03. (08/05) Kerry Kross: Un rapimento incredibile (con Beverly Kerr)
- 01. (07/07) Kerry Kross: Il caso Leicester
- 02. (08/07) Beverly Kerr: Caccia spietata (con Kerry Kross)
- 01. (07/08) Kerry Kross: All'ultimo respiro (con Beverly Kerr)
- 01. (04/24) Kerry Kross: Liberation Island